# Saba (biologia)

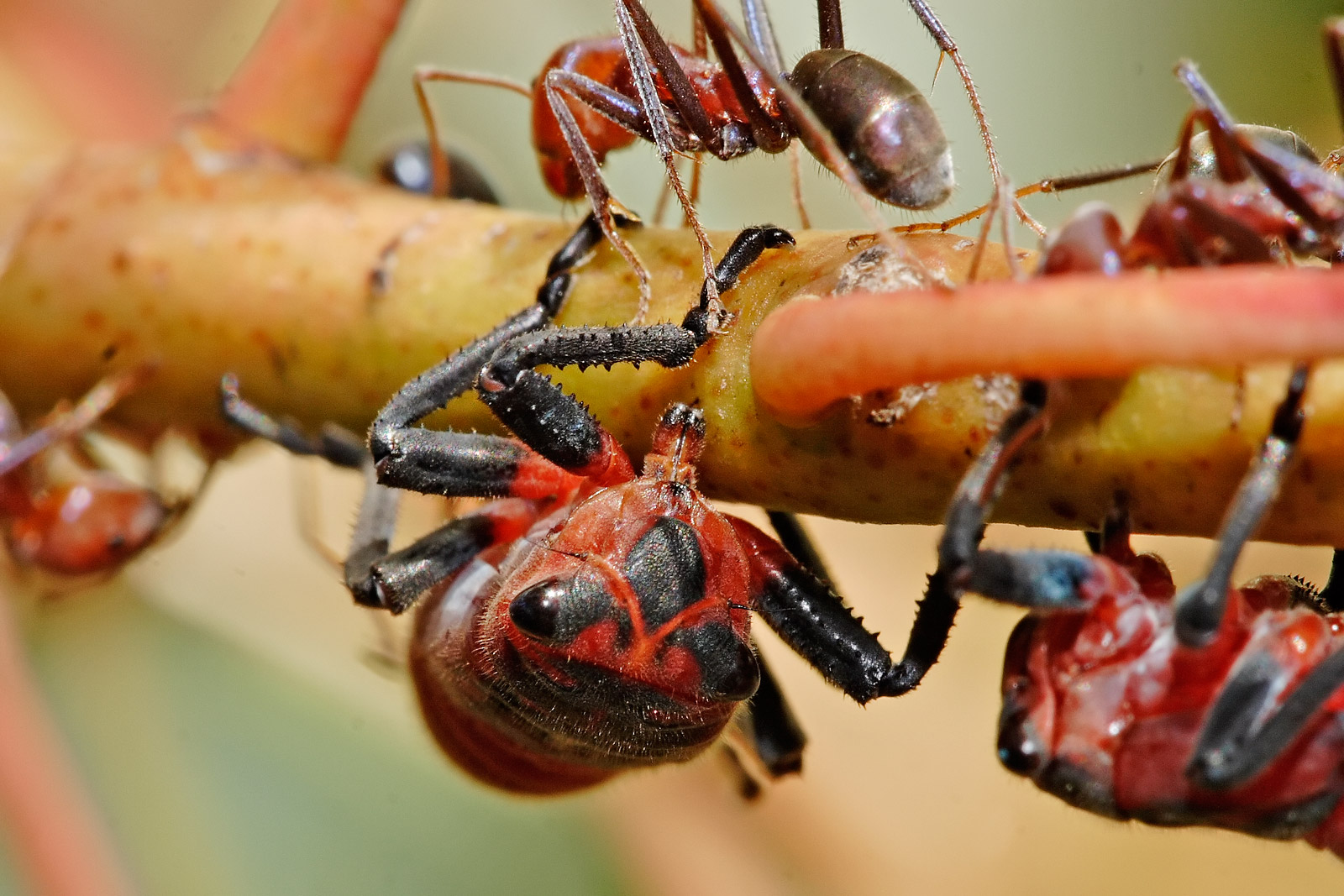
Pugons que xuclen saba

La saba o llacor, en botànica i fisiologia vegetal, és el líquid que circula i flueix a través de cèl·lules especialitzades que formen els vasos conductors entre els diferents òrgans de les plantes per al transport dels nutrients necessaris per al creixement i la funció de redistribuir les substàncies orgàniques produïdes per la fotosíntesi. La saba ascendent o bruta va, a través del xilema, des de les arrels fins a les fulles i altres òrgans, i conté bàsicament les sals minerals absorbides del sòl. La saba descendent o elaborada va, a través del floema, de les fulles i òrgans fotosintetitzadors a tot el cos de la planta; conté substàncies orgàniques solubles, principalment aminoàcids i glúcids resultants de la fotosíntesi i que serveixen per a nodrir les cèl·lules de la planta.
La força que empeny la saba cap amunt és deguda principalment al fenomen de l'osmosi que permet la transferència de fluids a diferents concentracions a través de membrana cel·lular semipermeable.
La saba bruta es troba a les arrels, i està formada per sals minerals, aigua, diòxid de carboni i matèria inorgànica.